# Racek argentinský
Racek argentinský (Larus atlanticus) je velkým druhem racka ze skupiny "velkých bělohlavých racků" rodu Larus. Dříve byl považován za poddruh racka pruhoocasého (Larus belcheri). Ve svatebním šatu má bílou hlavu a tělo, hřbet a křídla jsou tmavošedá, ocas bílý s širokou tmavou páskou na konci. Nohy má žluté, zobák žlutý s černou páskou na konci a červenou špičkou. V prostém šatu je hlava zbarvena hnědočerně. Mladí ptáci se podobají jiným velkým rackům, mají však stejně jako ptáci v prostém šatu hnědou hlavu. Racek argentinský je endemickým druhem atlantského pobřeží Argentiny, přičemž jeho celková populace se odhaduje na 2 300 párů. Jako jeden z mála druhů racků je potravní specialista, živí se přednostně kraby a v zimě v době jejich nedostupnosti svijonožci.